# Licaria agglomerata
Licaria agglomerata är en lagerväxtart som beskrevs av Van der Werff. Licaria agglomerata ingår i släktet Licaria och familjen lagerväxter. Inga underarter finns listade i Catalogue of Life.